# Koroğlu (Metro Baku)

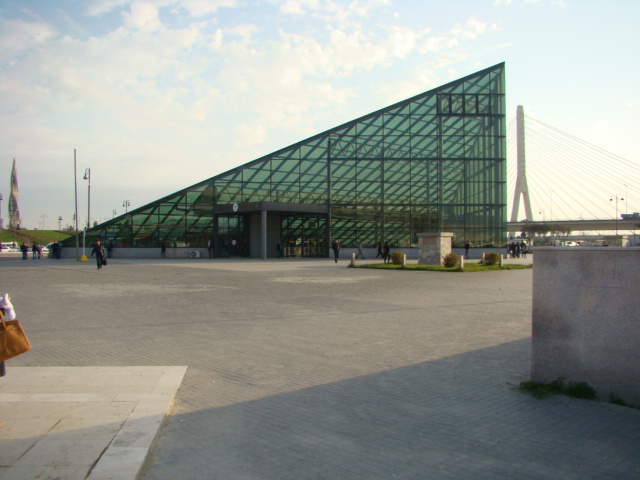

Koroğlu (ehemals bekannt als Məşədi Əzizbəyov) ist ein Knotenpunkt der Linien 1 und 2 der Metro Baku sowie der S-Bahn Baku.
Die Station wurde am 6. November 1972 mit dem Namen „Məşədi Əzizbəyov“ in Betrieb genommen, womit 120.000 Personen an das U-Bahn-Netz der Stadt angeschlossen wurden. 1976 wurde die Station zu einem Knotenpunkt, als die Linie 2 der Metro Baku hier eröffnet wurde. Vom 28. Januar 2010 bis zum 30. Dezember 2011 wurde die Station umgebaut. Danach wurde der Station ein neuer Name gegeben: „Koroğlu“. Seit der Eröffnung der Strecke am 21. Mai 2019 hält hier auch die S-Bahn Baku, eine Ringlinie im Norden der Hauptstadt.
Neben der Bahnstation gibt es hier auch einen großen Busbahnhof, an dem 24 Linien halten.